# 히나미 쿄코
히나미 쿄코(일본어: 日南 響子, 1994년 2월 6일~)는 일본의 배우, 그라비아 아이돌 모델, 가수이다.

## 출연 작품
- 사랑 없는 숲(2019년)